# Geszti Ferenc
Geszti Ferenc (1545 körül – Szászváros, 1595. május 11.) várkapitány, erdélyi udvari főkapitány, a fejedelmi tanács tagja, az ország generálisa.

## Élete
Dunántúlon született kisbirtokos nemesi családban. Édesanyja, Sulyok Krisztina révén rokonságban állt Bocskai Istvánnal. 1566 előtt Szigetváron és más végvárakban apródként szolgált, 1566–1569 között már lovastisztként harcolt. Az 1574. június–1578. december időszakban a veszprémi főkapitányi tisztséget töltötte be. Részt vett az 1577. november 10-i szikszói csatában. 1578 körül feleségül vette guthi Országh Borbálát, hozományként hatalmas birtokvagyont kapott, és Diósgyőr ura lett. 1579–1580-ban feltehetőleg Keszthelyen, 1580-tól Diósgyőrben volt várkapitány.
1581 februárjában Báthory István fejedelem hívására Erdélybe telepedett át, ahol fejedelmi tanácsos és Déva vára kapitánya lett; 1583–1584, 1586–1587 között az országos főkapitányi tisztséget is betöltötte, 1594-től haláláig pedig az ország generálisa is volt. Báthory Kristóf halála után a fejedelmi tanácsban egyik fő képviselője volt annak a nézetnek, hogy a kormányzást egyetlen, a rendek által megválasztott személyre kell bízni. Második feleségével, Zarándi Horváth Annával 1588. március 25-én kötöttek házasságot.
1594-ben, Báthory Zsigmond idején a Habsburgokkal kötendő szövetséget pártolta a törökök ellenében. A szövetségbe be akarták vonni a románokat, bolgárokat és szerbeket is, így Geszti Palatics Györggyel együtt arra kapott megbízást, hogy szabadcsapatot szervezzen az erdélyi és bánáti szerbekből.
Fő támogatója volt a Szászvárosi Ószövetség néven ismert román nyelvű Ótestamentum-fordítás (Szászváros, 1582) kinyomtatásának. Végrendeletében jelentős összeget hagyott a dévai református templom felújítására, valamint a parókia, az iskolaépület, az iskolamesteri ház és egy négyszobás kis internátus felépítésére.
Hirtelen hunyt el; halálát a kortársak szerint gutaütés okozta, egyesek azonban mérgezésnek tulajdonították.
Kortársai bőbeszédű embernek és jó katonának ismerték. Laskai Csókás Péter verset írt katonai erényeinek dicsőítésére, Salánki György pedig Sasvár bég felett 1580-ban aratott győzelmét örökítette meg Historia cladis turcicae ad Nadudvar című énekében. Alakja megjelenik Márton László A nagyratörő című drámatrilógiájában.
Nevét viseli a Geszthy Ferenc Társaság, amely 2003-ban alakult a dévai és Hunyad megyei magyar nyelvű oktatás támogatására.